# Verdrag van Georgiejevsk

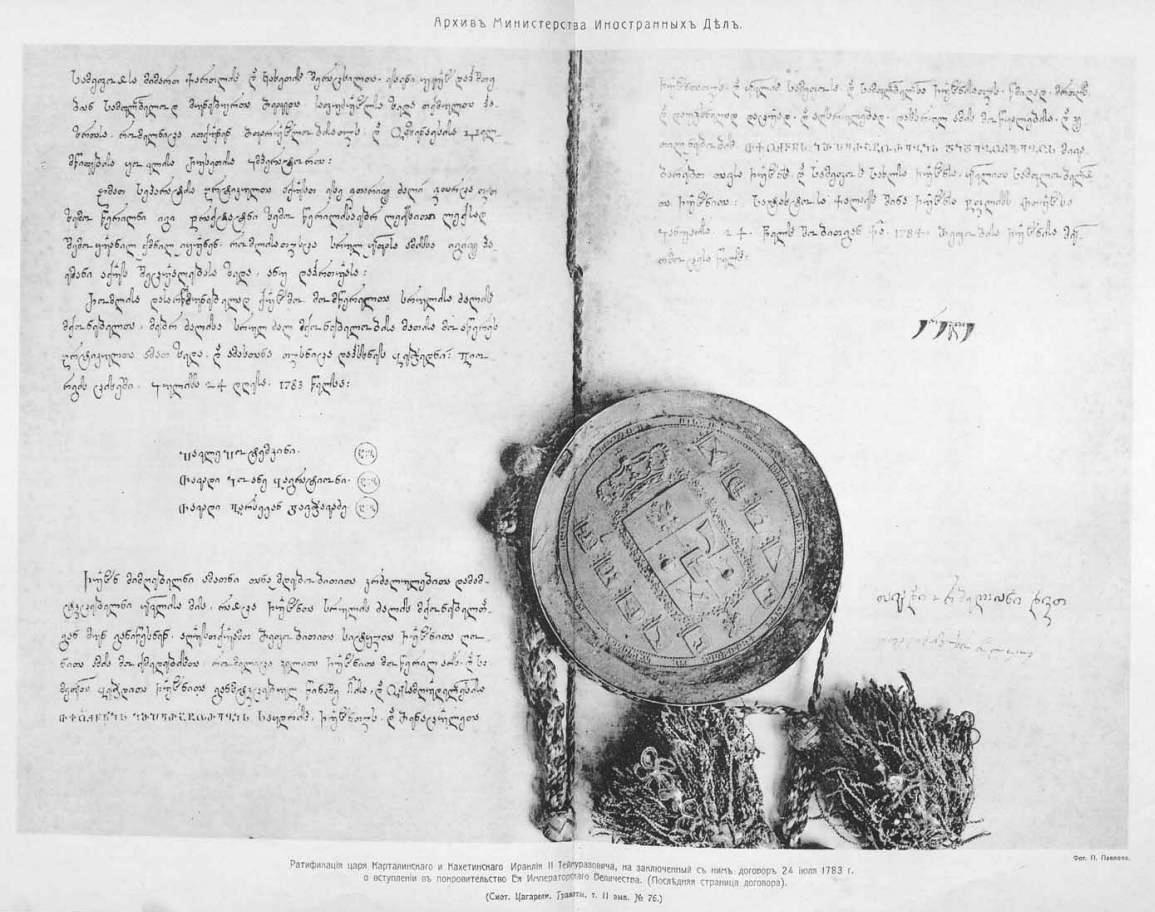
Verdrag van Georgiejevsk

Het Verdrag van Georgiejevsk (Russisch: Георгиевский трактат, Georgievskiy Traktat; Georgisch: გეორგიევსკის ტრაქტატი, georgievskis trak'tati) is een bilateraal verdrag dat op 24 juli 1783 werd afgesloten tussen het Russische Rijk en het oostelijk koninkrijk van Georgië, Kartli-Kachetië. 
Het verdrag stelde dat Georgië (Kartli-Kachetië) een protectoraat van Rusland werd, dat de territoriale integriteit van Georgië en de voortzetting van de regerende huis Bagrationi garandeerde in ruil voor het voorrecht de Georgische Buitenlandse Zaken te behartigen en over te nemen. Elke vorm van afhankelijkheid van Perzië of een ander macht werd afgezworen en elke nieuwe Georgische monarch zou de bevestiging moeten krijgen van de tsaar.